# Michel Nicol
Pour les articles homonymes, voir Nicol.
Michel Nicol, né à Lyon le 18 juin 1931 et mort à Cannes le 5 mars 1973, était un ancien pilote de rallye français.

## Biographie
Michel Nicol est né à Lyon le 18 juin 1931 et mort à Cannes le 5 mars 1973.
Il a eu 2 filles : Perrine née le 10 juillet 1960 et Nathalie née le 4 avril 1964.

## Palmarès
- Vainqueur du Tour de Corse (2e édition), en 1957 (copilote Roger de Lageneste, sur Alfa Romeo Giulietta SV) ;
- 4e du tour de Corse, en 1956, avec Roger de Lageneste, sur l'Alfa Romeo Giulietta SV ;
- 9e du rallye Monte-Carlo, en 1958, avec Jean Maurin pour copilote (85e avec Jean-Joul Joly en 1965 sur Citroen DS, après un départ de concentration à Minsk) ;
- 19e des 24 Heures du Mans, en 1958, avec Francois Sigrand et René-Louis Revillon, pour le team italien Automobili Stanguellini, sur Stanguellini SEFA 740 (750 Sport) à moteur Fiat 0.7L ;
- Participation aux Mille Miglia en 1956, avec Jean Maurin, sur Peugeot 203 (catégorie GT1.3L.) ;
- Participation au Tour de France automobile en 1969, avec Jean Maurin, sur Alpine A110 1300S (catégorie GT1.3L.).